# Encapsulación (redes)

Encapsulación de los datos en la pila TCP/IP.

En redes de ordenadores, encapsulación es un método de diseño modular de protocolos de comunicación en el cual las funciones lógicas de una red son abstraídas ocultando información a las capas de nivel superior.
La encapsulación es una característica en la mayoría de modelos de redes, incluyendo el modelo OSI y la familia de protocolos TCP/IP.